# Déroulage du bois

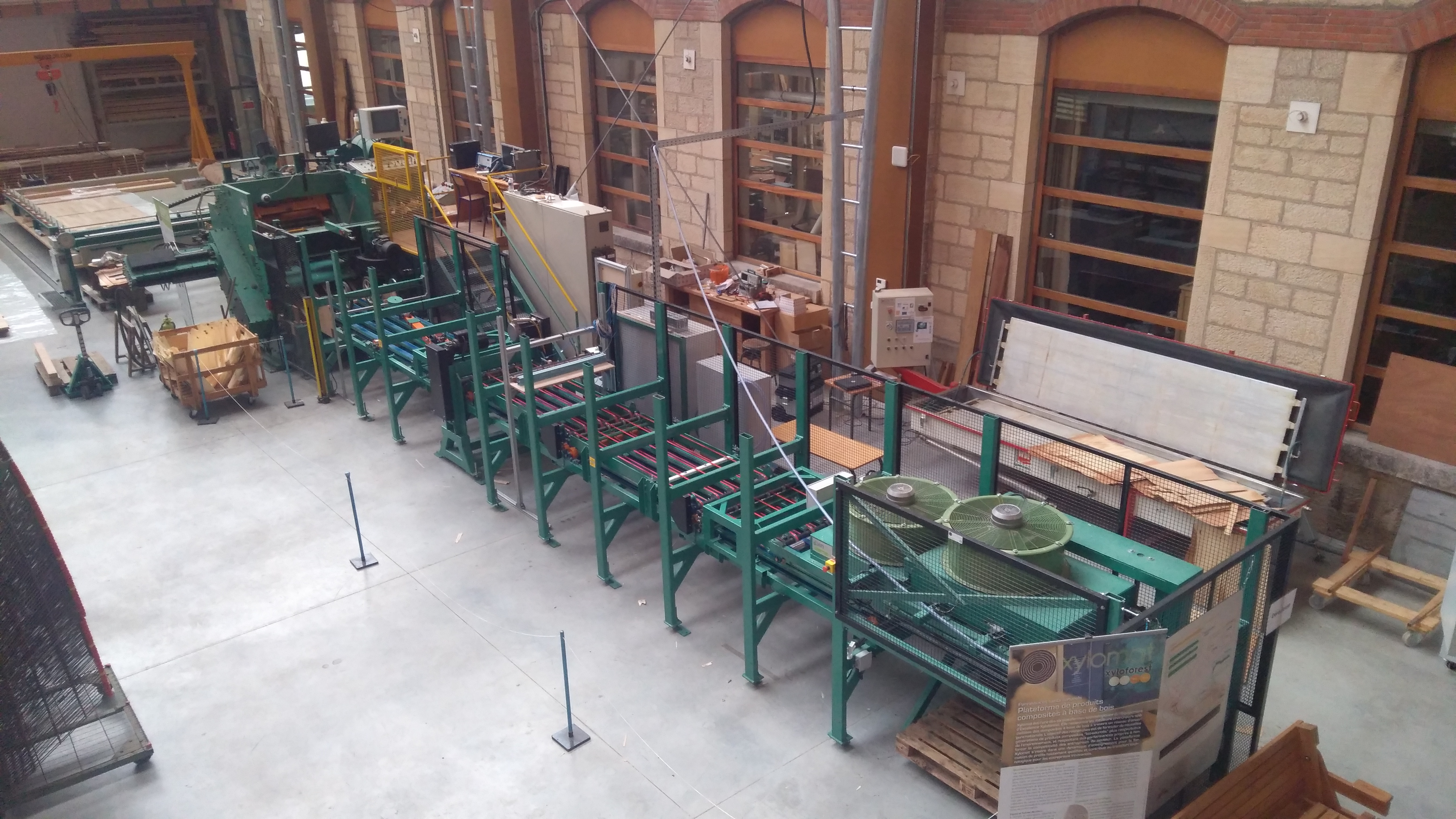
Ligne de déroulage, ENSAM, Cluny, France.

Le déroulage est une opération industrielle de première transformation du bois. Ce procédé consiste à faire tourner un billon et à le dérouler comme un rouleau de scotch à l'aide d'un couteau qui coupe le bois dans la direction tangentielle (la coupe est toujours parallèle aux cernes). Ce procédé se rapproche du tranchage du bois car le produit de l'opération est le copeau. Le produit obtenu est appelé feuilles de placage ou placage. Les épaisseurs possibles de placages vont de 0,5 à 10 millimètres dans des conditions particulières, la grande majorité des placages ont une épaisseur de 1 à 4 millimètres.

## Utilisations
Le bois déroulé sert à la fabrication de contreplaqués, Lamibois, PSL (Parallel Stand Lumber), emballages (cagettes, boites de fromage, etc.) et des lames de parquet.

## Machine de déroulage

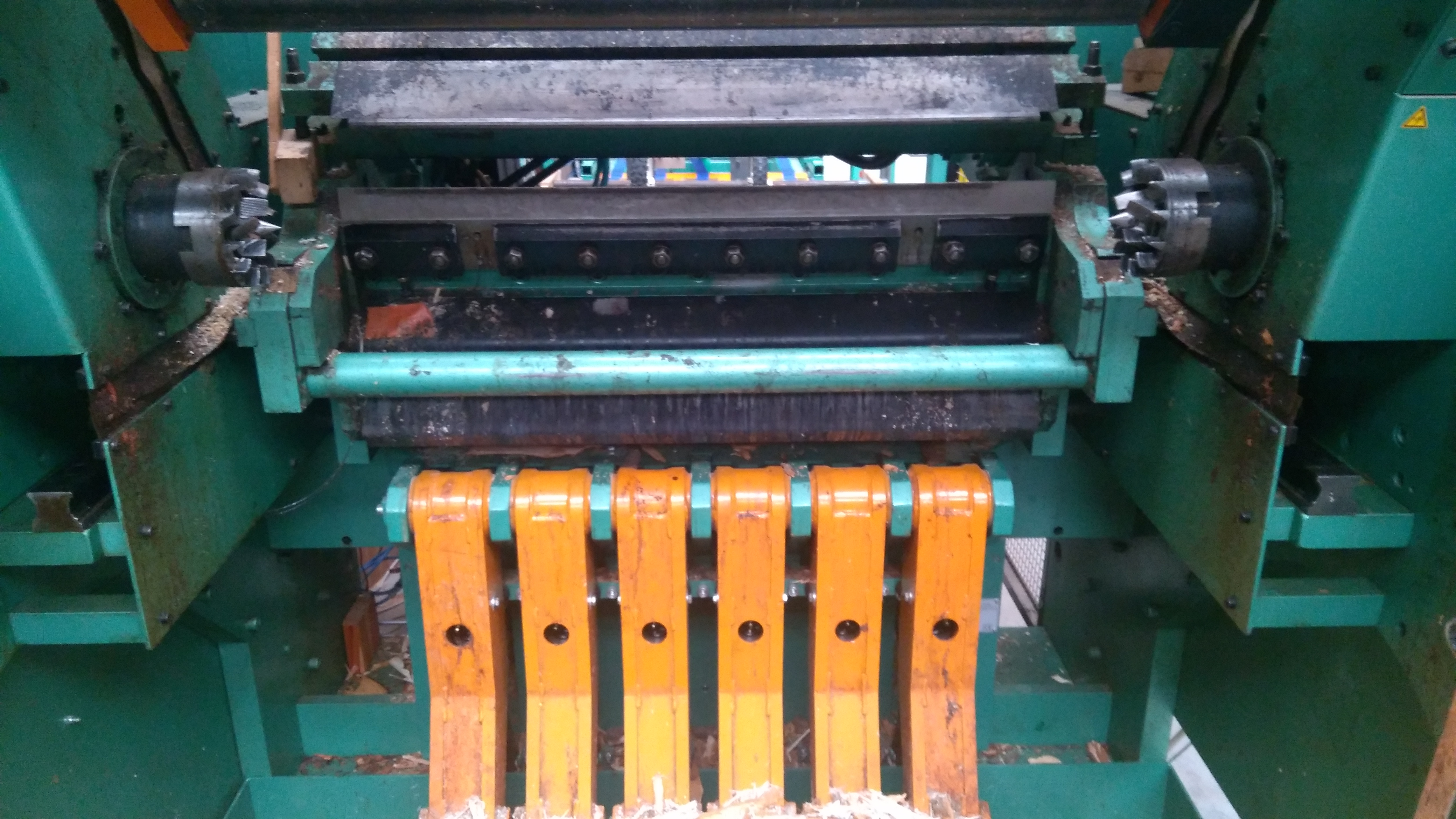
Détail de la machine de déroulage de l'ENSAM, Cluny, France, couteau barre de pression.

On appelle dérouleuse une machine de déroulage. On assimile par synecdoque la ligne de déroulage et la dérouleuse. La ligne de déroulage classique comprend dans l'ordre :
- Une dérouleuse
- Une roue codeuse, roue équipée d'un codeur ou autres méthodes visant à mesurer la longueur du ruban déroulé afin de piloter le massicot.

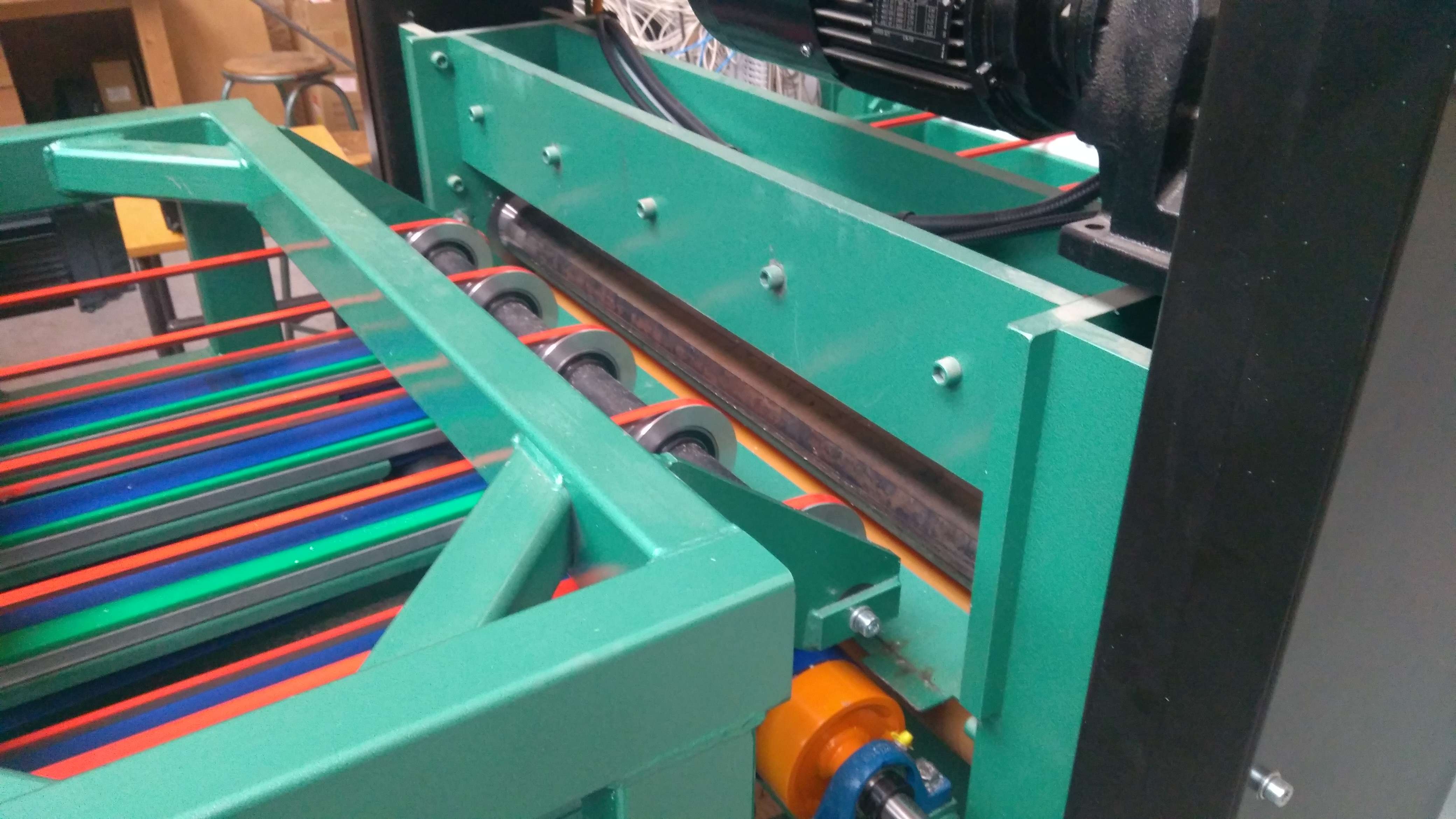
Détail de la ligne de déroulage de l'ENSAM, Cluny, France, massicot

- Un massicot qui coupe les placages à la longueur donnée, il est commandé par la roulette de mesure. Sur certaines dérouleuses principalement destinées à la fabrication d'emballages légers (type cagettes), il est possible d'utiliser un backroll, rouleau comportant plusieurs lames, qui sont en contact avec le billon en rotation sur la dérouleuse. Chaque couteau va directement réaliser une incision dans le billon. Les placages sortent ainsi prédécoupés juste après la coupe et aucun massicot supplémentaire n'est nécessaire..
- Des ventilateurs qui maintiennent les placages lorsqu'ils sortent du tapis roulant, qui permettent de les convoyer vers un système d'empilage et de tri.

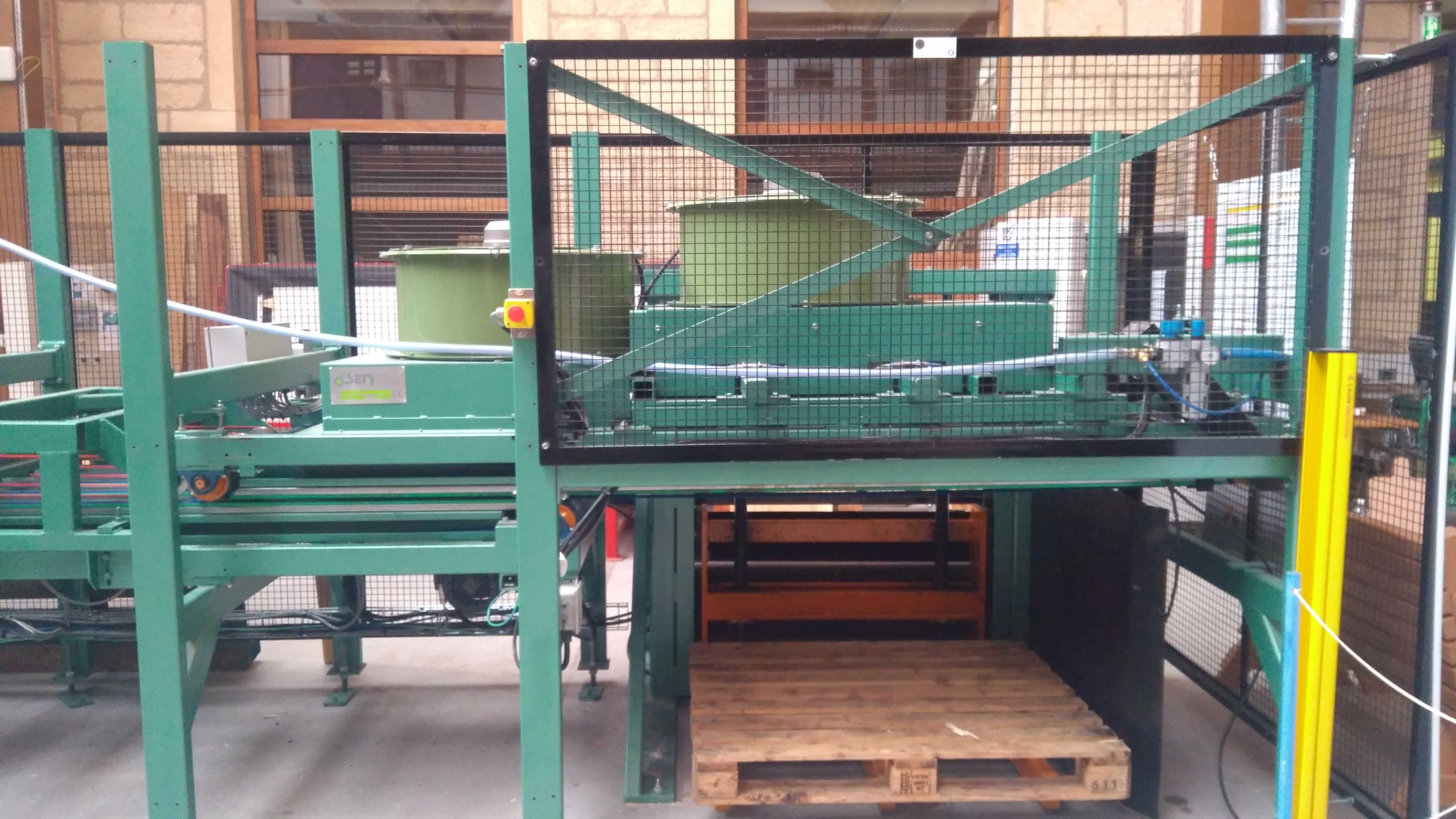
Détail de la ligne de déroulage, ENSAM, Cluny, France, empileur.

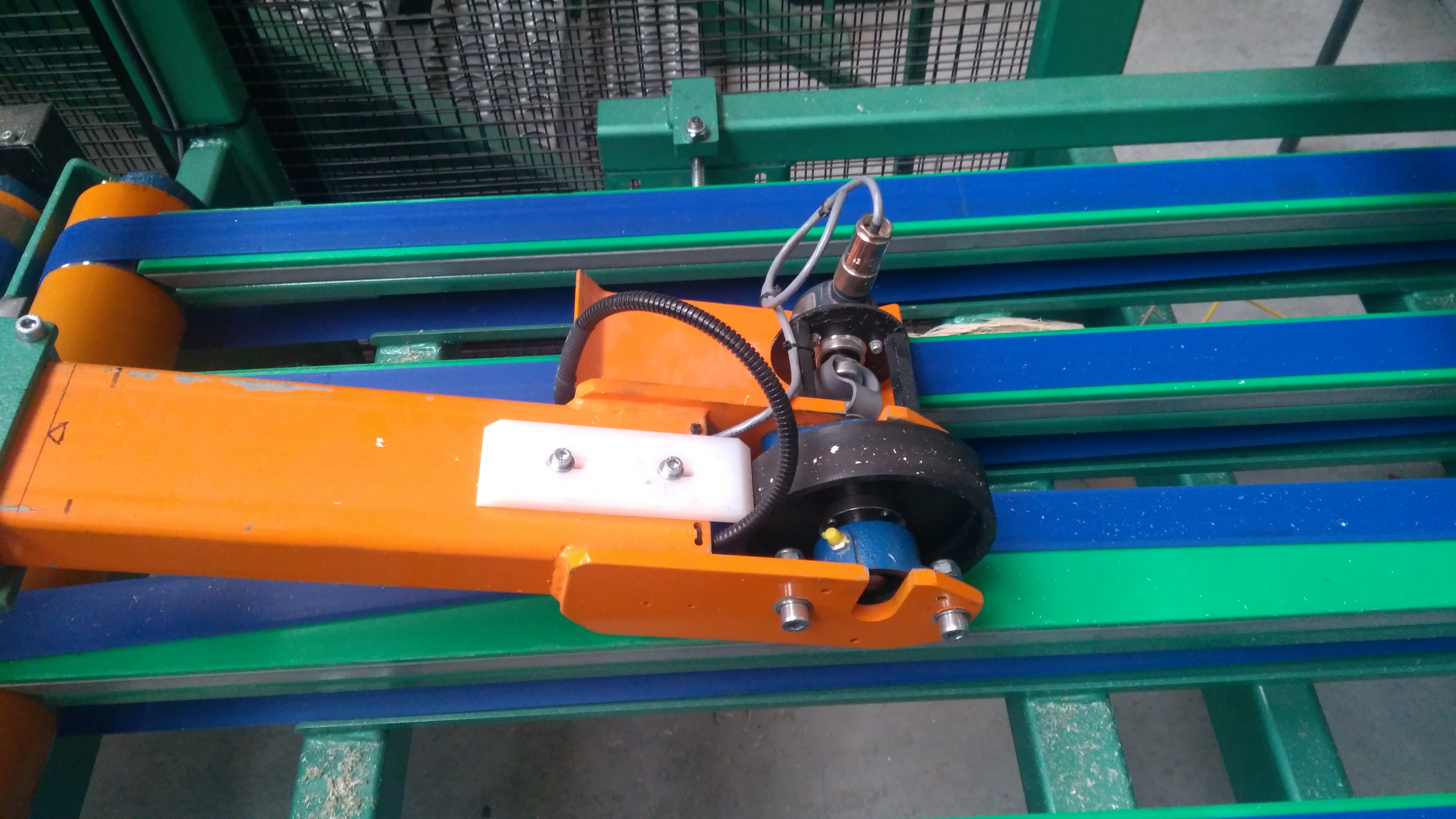
Détail de la ligne de déroulage de l'ENSAM, Cluny, France, roue codeuse.

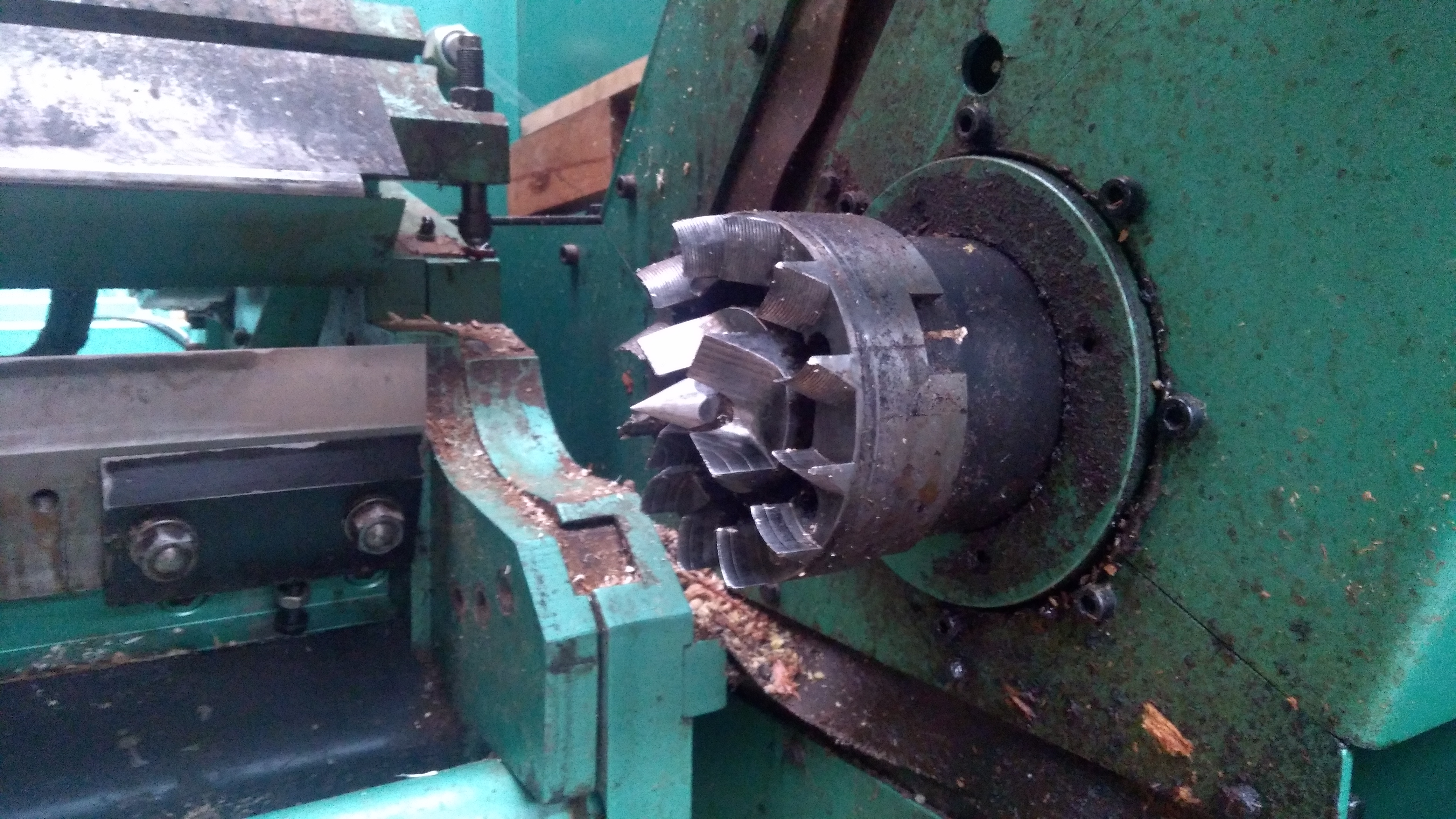
Détail de la dérouleuse de l'ENSAM, Cluny, France broches.

La dérouleuse proprement dite est constituée de :
- Deux broches qui entraînent le billon. Ces broches sont couramment constituées de deux ou trois broches concentriques qui se retirent au fur et à mesure du déroulage afin de permettre de toujours transmettre un couple important dans le billon. Dans les dérouleuses perfectionnées le billon est placé précisément afin de dérouler le plus gros cylindre inscrit dans le billon. Certaines dérouleuses sont à entrainement périphérique et peuvent s'affranchir des mors afin dérouler des bois de plus petit diamètre.
- Un couteau de la longueur toujours supérieur à celle du billon.
- Une barre de pression placée au dessus du couteau, elle permet de limiter la fissuration des placages
- Un ou deux rouleaux anti flambement (backroll) qui limitent la déformation du billon en fin de déroulage. L'un de ces rouleaux peut être muni de couteau afin de prédécouper les placages dans le sens tangentiel

## Défauts

### Fissuration des placages
Lors de la formation du copeau, un problème de fissuration peut apparaître, ce phénomène est périodique pour les essences homogènes comme le peu et dépend de l'épaisseur du placage, des paramètres de coupe, de l'essence, de la température du billon, etc. La barre de pression sert à limiter ce phénomène en applicant un champ de compression dans le bois qui vient contrecarrer le champ de traction induit par le couteau. La fissuration se fait dans le mode I d'ouverture de fissure. (voir mécanique de la rupture)

« En cours de déroulage le bois subit ds sollicitations complexes de cisaillement, compression, traction, dans les deux directions transversales. Une fissure apparaît quand, sous l'effet des contraintes de traction, le facteur d'intensité de contraintes un mode I dépasse un seuil critique. Cette valeur dépend de la structure du matériau et don de l'essence. La rupture instantanée se propage dans le sens de la coupe puis très vite après la libération des contraintes de traction se propage plus lentement, en l'orientant vers la face supérieure du placage, sous l'action combinée des contraintes de traction et de cisaillement induites par la flexion du copeau. »

— Hafida El Haouzali, Déroulage du peuplier : effets cultivars et stataions sur la qualité des produits dérivés.
Sur des bois de faible densité, la coupe peut s’avérer difficile car le bois s'écrase devant le couteau, ce qui augmente sa résistance, puis se rompt brutalement, laissant une fissure de chaque côté. Ce phénomène est périodique et a été baptisé effet Horner en l'honneur de l'accordéoniste Yvette Horner. Dans ce cas, l'effet de la barre de pression est inefficace. Cela pose un problème de résistance mécanique des placages ainsi qu'un problème d'état de surface.

### État de surface
On recherche un état de surface le plus lisse possible en déroulage non seulement pour l'aspect esthétique mais pour limiter la quantité de colle à mettre entre les placages lors de la formation de panneaux. On peut distinguer plusieurs cas :
- La peluche qui est due au bois de tension, les fibres s'effilochent au lieu d'être tranchées
- le refus de coupe : à certains endroits le bois peut se comprimer sous le couteau plutôt que de se couper, cela crée des placage avec des variations d'épaisseur.
- Lignes sur le placage à cause de défauts sur le couteau.

### Tuilage
Lors du séchage, le placage peut se déformer dans le sens opposé à la courbure initiale du billon, les contraintes de déroulage provoquent un raccourcissement de la face supérieure. Le bois de tension joue aussi un rôle au séchage et peut déformer drastiquement les placages. La barre de pression permet de limiter le tuilage.

## Procédé
Le déroulage se fait sur bois vert, avec des billons préalablement réchauffés ou non, ces derniers sont écorcés avant de passer dans la dérouleuse pour ne pas abîmer le couteau, ils sont ensuite placés dans les mors. Le début de déroulage s'appelle mise au rond et ne donne pas un placage continu ; ces premières feuilles sont déroutées hors de la ligne de déroulage. Ensuite, lorsque le billon est parfaitement cylindrique, le placage passe sur la ligne, est coupé à longueur et est soit séché puis utilisé directement pour la fabrication de panneaux soit empilé et séché pour une utilisation ultérieure.

### Étuvage
Le procédé d’étuvage est le plus répandu comme manière de réchauffer les billons avant déroulage. L’intérêt de réchauffer les billons est de passer la température de transition vitreuse de la lignine et de rendre ainsi le bois plus tendre. Ce procédé est essentiel dans le déroulage de hêtre. Les billons sont placés dans un milieu saturé en eau chaude (vapeur ou bain), puis récupérés juste avant le déroulage.

### Chauffage par micro-ondes ou infrarouge
D'autre méthodes ont été étudiées pour réchauffer les billons :
- Par micro-ondes, ce procédé permet un réchauffage très homogène du billon[3]
- Par rayonnement infrarouge, dans ce procédé on ne réchauffe que la partie superficielle du billon, sur la dérouleuse, juste avant le couteau[4].